# Ібіс мадагаскарський
Ібіс мадагаскарський (Threskiornis bernieri) — вид пеліканоподібних птахів родини ібісових (Threskiornithidae).

## Поширення
Вид поширений вздовж західного узбережжя Мадагаскару та на острові Альдабра (Сейшельські острови). За оцінками на Мадагаскарі популяція становить 1250—2000 птахів, на Альдабрі — 300—700 птахів. Мешкає на узбережних болотах, лиманах, мангрових лісах і неглибоких солонуватих прибережних озерах; зрідка трапляється на прісноводних заболочених ділянках.

## Опис
Птах заввишки 65–89 см, розмах крил — 112—124 см. Вага сягає близько 1,5 кг. Оперення переважно біле, часто з жовтим відтінком. На спині також є шлейф з довгого пір'я чорного кольору з блакитним або зеленим блиском. Дзьоб, голова, шия та ноги чорні.

## Підвиди
- T. b. abbotti (Ridgway, 1893) — Альдабра
- T. b. bernieri (Bonaparte, 1855) — Мадагаскар